# Jawa Baru
Jawa Baru is een bestuurslaag in het regentschap Simalungun van de provincie Noord-Sumatra, Indonesië. Jawa Baru telt 1434 inwoners (volkstelling 2010).